# ZiS-42
ZiS-42 – lekki samochód ciężarowy produkowany przez firmę ZiŁ (wówczas ZiS) w latach 1942-1944. Do napędu użyto silnika R6 o pojemności 5,6 litra. Moc przenoszona była na oś tylną (gąsienicowy układ bieżny) poprzez 4-biegową skrzynię biegów. Sekcja przednia wraz z silnikiem pochodziła od modelu ZiS-5. Od 1943 montowano mocniejszy silnik z ZiSa-16.
Samochód produkowany był głównie jako pojazd wojskowy - miał służyć do transportu uzbrojenia tam, gdzie nie było odpowiednich dróg. Mimo to, samochód nie spełnił zakładanych planów - był awaryjny, silnik nie zapewniał odpowiedniej mocy, zaś układ jezdny radził sobie dobrze tylko na terenach bagiennych bądź ośnieżonych. Łącznie powstało 5931 egzemplarzy modelu.

## Dane techniczne

### Silnik
- R6 5,6 l (5555 cm³), 2 zawory na cylinder, benzynowy
- Układ zasilania: gaźnik
- Średnica cylindra × skok tłoka: 101,60 mm × 114,30 mm
- Stopień sprężania: 4,6:1
- Moc maksymalna: 73 KM przy 2300 obr./min
- Maksymalny moment obrotowy: 273 Nm

### Osiągi
- Prędkość maksymalna: 45 km/h (załadowany)
- Średnie zużycie paliwa: 60,0 l / 100 km

## Inne
- Koła: 9,0 x 20 cali
- Promień skrętu: 8,0 m
- Ładowność: 2250 kg
- Prześwit: 395 mm